# Charlie Trafford
Charlie Trafford (ur. 24 maja 1992 w Calgary) – kanadyjski piłkarz występujący na pozycji pomocnika w kanadyjskim klubie Cavalry FC oraz w reprezentacji Kanady. Grał także m.in. klubach IFK Mariehamn, TPS, KuPS, Korona Kielce, Sandecja Nowy Sącz i Rovaniemen Palloseura. Posiada także polskie obywatelstwo.